# Tournoi de France
Het Tournoi de France is de naam van vriendschappelijke voetbaltoernooien voor mannen die in 1988 en in 1997 gehouden werden. Beide toernooien stonden geheel los van elkaar. Sinds 2020 wordt het Tournoi de France voor vrouwen georganiseerd.
Dit overzicht is mogelijk incompleet; u kunt helpen door het uit te breiden.

## Tournoi de France 1988
Het Tournoi de France werd gehouden van 2 tot en met 5 februari 1988. Er werd gespeeld in Toulouse en Monaco volgens het knock-out-principe.

### Resultaten
Halve finales
|            |                                                |       |                   |                                                                                        |
| 2 februari | Marokko                                        | 3 – 1 | Oostenrijk        | Stadium Municipal, Toulouse Toeschouwers: 15.000 Scheidsrechter: Claude Bouillet (FRA) |
| 2 februari | Mohammed Lachabi 54' Moulay El Gharef 56', 63' |       | 32' Andreas Ogris | Stadium Municipal, Toulouse Toeschouwers: 15.000 Scheidsrechter: Claude Bouillet (FRA) |

|            |                                     |       |                 |                                                                                      |
| 2 februari | Frankrijk                           | 2 – 1 | Zwitserland     | Stadium Municipal, Toulouse Toeschouwers: 10.348 Scheidsrechter: Gérard Biguet (FRA) |
| 2 februari | Gérald Passi 7' Philippe Fargeon 9' |       | 19' Beat Sutter | Stadium Municipal, Toulouse Toeschouwers: 10.348 Scheidsrechter: Gérard Biguet (FRA) |

Troostfinale
|            |                                    |       |                         |                                                                                |
| 5 februari | Zwitserland                        | 2 – 1 | Oostenrijk              | Stade Louis II, Monaco Toeschouwers: 3.000 Scheidsrechter: Michel Girard (FRA) |
| 5 februari | Marcel Koller 25' Alain Sutter 65' |       | 48' (e.d.) Alain Geiger | Stade Louis II, Monaco Toeschouwers: 3.000 Scheidsrechter: Michel Girard (FRA) |

 Finale 
|            |                                                  |       |                        |                                                                                  |
| 5 februari | Frankrijk                                        | 2 – 1 | Marokko                | Stade Louis II, Monaco Toeschouwers: 10.000 Scheidsrechter: Michel Vautrot (FRA) |
| 5 februari | Abdelmajid Lemriss 9' (e.d.) Yannick Stopyra 49' |       | 34' Abdelmajid Lemriss | Stade Louis II, Monaco Toeschouwers: 10.000 Scheidsrechter: Michel Vautrot (FRA) |

## Tournoi de France 1997
Het toernooi, ook wel Le Tournoi genoemd, werd van 3 tot en met 11 juni 1997 gespeeld en diende als voorbereiding op het Wereldkampioenschap voetbal 1998. Er werd in een poule gespeeld.

### Eindstand
| Team      | Pld | W | D | L | GF | GA | GD | Pts |
| --------- | --- | - | - | - | -- | -- | -- | --- |
| Engeland  | 3   | 2 | 0 | 1 | 3  | 1  | +2 | 6   |
| Brazilië  | 3   | 1 | 2 | 0 | 5  | 4  | +1 | 5   |
| Frankrijk | 3   | 0 | 2 | 1 | 3  | 4  | -1 | 2   |
| Italië    | 3   | 0 | 2 | 1 | 5  | 7  | -2 | 2   |

### Resultaten
|        |                 |       |                    |                                                                                      |
| 3 juni | Frankrijk       | 1 – 1 | Brazilië           | Stade de Gerland, Lyon Toeschouwers: 28.193 Scheidsrechter: Kim Milton Nielsen (DEN) |
| 3 juni | Marc Keller 55' |       | 21' Roberto Carlos | Stade de Gerland, Lyon Toeschouwers: 28.193 Scheidsrechter: Kim Milton Nielsen (DEN) |

|        |                                 |       |        |                                                                                       |
| 4 juni | Engeland                        | 2 – 0 | Italië | Stade de la Beaujoire, Nantes Toeschouwers: 25.000 Scheidsrechter: Günter Benkö (AUT) |
| 4 juni | Ian Wright 24' Paul Scholes 42' |       |        | Stade de la Beaujoire, Nantes Toeschouwers: 25.000 Scheidsrechter: Günter Benkö (AUT) |

|        |           |                  |          |                                                                                         |
| 7 juni | Frankrijk | 0 – 1            | Engeland | Stade de la Mosson, Montpellier Toeschouwers: 23.000 Scheidsrechter: Said Belqola (MAR) |
| 7 juni |           | 86' Alan Shearer |          | Stade de la Mosson, Montpellier Toeschouwers: 23.000 Scheidsrechter: Said Belqola (MAR) |

|        |                                                       |       |                                                     |                                                                                      |
| 8 juni | Italië                                                | 3 – 3 | Brazilië                                            | Stade de Gerland, Lyon Toeschouwers: 30.000 Scheidsrechter: Serge Muhmenthaler (SUI) |
| 8 juni | Alessandro Del Piero 6', 61' (pen.) Aldair 23' (e.d.) |       | 35' (e.d.) Attilio Lombardo 70' Ronaldo 84' Romário | Stade de Gerland, Lyon Toeschouwers: 30.000 Scheidsrechter: Serge Muhmenthaler (SUI) |

|         |          |             |          |                                                                                      |
| 10 juni | Engeland | 0 – 1       | Brazilië | Parc des Princes, Parijs Toeschouwers: 40.000 Scheidsrechter: John Toro Rendón (COL) |
| 10 juni |          | 61' Romário |          | Parc des Princes, Parijs Toeschouwers: 40.000 Scheidsrechter: John Toro Rendón (COL) |

|         |                                         |       |                                                         |                                                                                         |
| 11 juni | Frankrijk                               | 2 – 2 | Italië                                                  | Parc des Princes, Parijs Toeschouwers: 35.000 Scheidsrechter: Antonio López Nieto (ESP) |
| 11 juni | Zinédine Zidane 12' Youri Djorkaeff 73' |       | 61' Pierluigi Casiraghi 89' (pen.) Alessandro Del Piero | Parc des Princes, Parijs Toeschouwers: 35.000 Scheidsrechter: Antonio López Nieto (ESP) |